# 大犬座ο¹
大犬座ο¹，又名CD-24 4567，HD 50877、SAO 172542、HR 2580，是大犬座的一颗恒星，视星等为3.78~3.99，是一颗变星。位于銀經234.98，銀緯-10.21，其B1900.0坐标为赤經6h 49m 58.9s，赤緯-24° -10.21′ 32″。